# 彈性硫
弹性硫通常认为是硫在159℃（即硫的λ转变温度）以上，经过淬冷之后所得到的柔性产物，主要成分为普通的硫八环和聚合硫。但有文献指出，即便在λ转变之前（159℃之前），也可经由快速加压凝固的方法将液态硫直接转变为具有柔性的硫产物。
其柔性被认为来自于硫在高温下（159℃< T < 445℃，通常为200℃至260℃）发生的自由基聚合所形成的聚合物，该聚合由热引发硫八环开环，生成硫双自由基（·S-S-S-S-S-S-S-S·），自由基再引发其他硫八环开环并发生链增长，进而产生具有长链结构的聚合硫（Polymeric Sulfur），由于没有侧基和杂原子，聚合硫在结晶成为不溶性硫磺（Insoluble Sulfur，IS）之前，具有相当好的柔性。但同样也因为聚合硫主链全部为S-S单键，键能较低，且液态硫在淬冷后的体系中依旧保留有硫自由基，导致所获得的聚合硫在常温下容易解聚，还原为普通的斜方硫。同时，无定型的聚合硫也存在有放热结晶现象，在常温下即会结晶，成为不溶性硫磺。一般认为不溶性硫磺含有两种结构：Sω1和Sω2，后者的热稳定性高于前者。IS的不溶性指其不溶于二硫化碳，是用于子午线轮胎生产的专用硫化剂。其工业生产方法通常包括淬冷硫蒸气的气化法和淬冷液态硫的熔融法。
一般认为聚合硫的分子量可达106以上，但由于其稳定性差，且不溶于常见的溶剂，故其确切的分子量及分子量分布罕有报道。